# Duncan Patterson
Duncan Patterson (Liverpool, 5 juni 1975) is een Britse muzikant die bekend is geworden als lid van de bands Anathema en Antimatter.
Sinds hij Antimatter verlaten heeft, is hij het Íon project begonnen. Het eerste album heet Madre, Protégenos dat in 2007 op het label Equilibrium is verschenen. 

## Carrière
Patterson was de drijvende kracht als songwriter van Anathema's succes in hun beginjaren op de albums Eternity en Alternative 4. In 1998 verliet hij Anathema en vormde een nieuw project genaamd Antimatter. Na de uitgave van vier albums in diverse genres begon Patterson een project genaamd Íon, wat vooral is gericht op akoestische en traditionele muziek. In de tussentijd stond hij regelmatig in de hitlijsten met de Ierse alternatieve rock-band The Aftermath.
Voor de Duitse rapper Bushido schreef en speelde Patterson muziek voor zijn single "Von der Skyline zum Bordstein zurück.", die op nummer 14 terechtkwam in de Duitse hitlijsten.
Pattersons muziek werd gebruikt in de films The Sons of Eilaboun (2007) en Just Another Day, beide van filmmaker Hisham Zreiq.
Patterson is de oprichter van Strangelight Records, een klein onafhankelijk platenlabel.